# .45 ACP
La .45 ACP è un tipo di munizione a cartuccia per pistole semiautomatiche ed automatiche, sviluppata intorno al 1905 da J. M. Browning, insieme alla pistola Colt 1905, per seguire una specifica richiesta dell'esercito statunitense dei primi anni del secolo. Venne adottata ufficialmente dal U.S. Army il 29 Marzo del 1911, con lo standard militare denominato “CARTRIDGE CALIBER 45 BALL M 1911” ed andrà a formare la mitica accoppiata, famosa e vincente, insieme alla pistola Colt M1911 Government (sviluppata anche questa da Browning). 
La cartuccia, il cui suffisso ACP significa Automatic Colt Pistol (munizione per pistola automatica Colt) e che fu conosciuta anche con altri nomi (.45 Auto o .45 Ball G.M. 1911), nella versione standard utilizza una "palla" cilindro-ogivale (RN o Round Nose) completamente mantellata (FMJ), di calibro 45 centesimi di pollice (11,43 millimetri di diametro) e del peso di 14,90 g o 230 grs (grani), la quale sviluppa una velocità d'uscita di circa 240 m/s (+/- 20) ed una energia di circa 410 Joule (+/- 50) quando è sparata in una canna da circa 11 calibri (125 mm).
La cartuccia è tuttora prodotta, sia negli USA che in varie altre nazioni del mondo, e sebbene dal 1985 non sia più di ordinanza ai militari USA, resta impiegata militarmente in numerosi paesi, almeno fino alla fine degli anni ottanta (e probabilmente oltre), quali: Argentina, Belgio, Bolivia, Brasile, Chad, Colombia, Corea del Sud, Repubblica Dominicana, Ecuador, Filippine, Giappone, Grecia, Grenada, Haiti, Honduras, Indonesia, Iran, Libano, Liberia, Messico, Nicaragua, Panama, Perù, Surinam, Turchia, Uruguay e Zimbabwe.

## Dettagli tecnici
Il bossolo è lungo 22,80 mm, in ottone e di tipo dritto, con fondello rimless e innesco large pistol (tipo Berdan o Boxer); monta una palla completamente camiciata, ma è anche possibile usare palle di diverso profilo, peso e caratteristiche, sia in piombo nudo che camiciate o blindate. Riguardo alle varianti possibili della palla, è la seconda cartuccia al mondo (dopo la .38 Special) col più alto numero di varianti nella forma del proiettile.
La cartuccia .45 ACP è dotata di un rinculo abbastanza modesto, ma con poca forza di penetrazione, bassa velocità del proietto e scarsa gittata. Tuttavia, proprio l'insieme di queste caratteristiche, rappresentano la concezione statunitense della balistica per arma corta, meno performante sul fattore dinamico, ma ottimizzata per l'efficacia lesiva sul bersaglio biologico umano, secondo le indicazioni della Army Medical Service.

## Storia
Negli anni intorno al 1904, la commissione medica dell'esercito statunitense decise di affrontare il problema relativo al potere d'arresto e incaricò il colonnello medico Louis LaGarde alla collaborazione col colonnello John Thompson, per affrontare le ricerche di una munizione più adatta, a sostituire l'allora attuale .38 Colt (anche Long Colt o LC), cartuccia a polvere nera per revolver, con scarsa potenza e considerata di insufficiente potere d'arresto (stopping power), dai militari che la usarono durante l'insurrezione filippina (1899-1902). Dopo varie prove, al vero poco scientifiche e non esenti da errori, la commissione decise inizialmente di ritornare al calibro .45 per revolver, seguendo anche gli indirizzi inglesi, che basavano la scelta balistica sulle loro .455 Webley. Usando anche il nuovo revolver Modello 1909 (Colt New Service) e poi, due anni dopo, il "perfetto matrimonio" tra la cartuccia .45 Auto e la pistola M1911.
La .45 ACP fu prodotta dalla Winchester Repeating co. e dalla Colt mfg co., restando in dotazione all'esercito statunitense per circa 80 anni, quando verrà sostituita nel 1985, dalla cartuccia 9 Parabellum (e dalla relativa arma Beretta M9). La .45 ACP è rimasta in dotazione ad alcuni reparti speciali US, quali Delta Force, Navy SEAL e SWAT, eventualmente sostituendo l'arma (SIG Sauer P226, M18, ecc), ma è da sempre apprezzata ed usata anche dal mercato civile statunitense (e non solo). 
Resta una delle munizioni più diffuse e di più facile reperibilità in molti paesi, anche dal punto di vista delle attrezzature per la ricarica e degli accessori. Da sempre è idealmente classificata come munizione ad alto potere d'arresto, per cui da molti è considerata la cartuccia prediletta per la difesa personale, in particolare nella configurazione JHP (Jacketed Hollow Point, blindata a punta cava), pallottola che in Italia sarebbe vietata. Anche la standard .45 ACP fu vietata in Italia fino al 1996, perché considerata munizionamento da guerra e ciò portò allo sviluppo della cartuccia .45 HP, molto simile (stesso diametro, ma con bossolo più corto di 1 mm - 21,70 contro i 22,80 mm) e specifica per il mercato italiano.

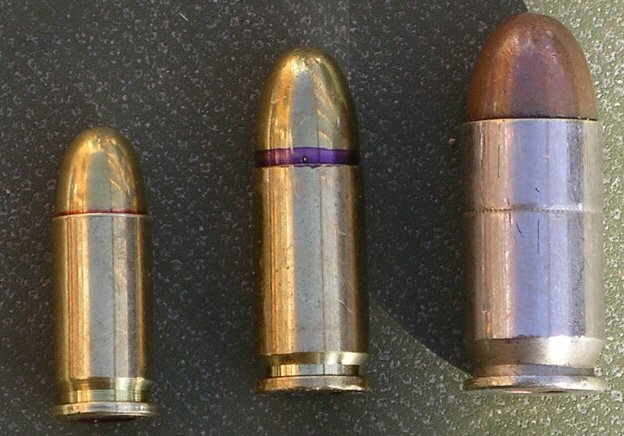
Da sinistra a destra, 7,65 × 17 mm Browning, 9 × 19 mm Parabellum, .45 ACP